# Amigos & Amigos
Amigos & Amigos foi um programa de televisão brasileiro apresentado por Leonardo, Chitãozinho & Xororó e Zezé Di Camargo & Luciano após a repercussão do show Amigos, entre 1995 e 1998, na Rede Globo, como especial de fim de ano, com a participação de Leandro, antigo parceiro de Leonardo. O programa foi exibido entre 11 de abril e 7 de novembro de 1999, convidando outros artistas, como o cantor Daniel e a atriz Lúcia Veríssimo, os que mais apareceram no programa, para conversar e até cantar juntos seus sucessos, além do repórter Márcio Canuto, que era sempre a "alegria" do programa.

## Antecedentes

### Primeira edição (1995)
O primeiro especial Amigos foi exibido em 23 de dezembro de 1995 e contou com uma introdução em clima rural, com cenas de gado e plantações em uma fazenda de Chitãozinho, na cidade de Campinas.
“Dezembro de 1995: pela primeira vez, seis grandes amigos se encontram e dividem a mesma emoção. Eles fazem da amizade a força do seu canto”, dizia uma voz em off.
A abertura ainda mostrava os cantores tendo uma refeição juntos à mesma mesa enquanto falavam sobre a importância da amizade.
“Pra mim, é a gente poder olhar nos olhos do outro e saber que nenhum tá fazendo mal ao outro. O respeito do ser humano, um pelo outro, não ter falsidade, estar comendo na mesma mesa. Pra mim, isso é amizade”, dizia Leandro. Xororó emendava: “Amigo pra mim tem que ser sincero, porque sou uma pessoa muito sincera. Quando gosto de verdade, não importa onde estiver, o amigo tá no coração, pro que der e vier. Não importa o momento, o lugar a hora.”
Na sequência, surgia o palco da superprodução com um grupo de animados dançarinos embalados por uma versão instrumental que juntava diversos sucessos das duplas sertanejas envolvidas.
Leandro & Leonardo surgiram para a plateia, cantando os primeiros versos do clássico "Disparada", música escolhida para abrir o show. Pouco depois, surgiram Chitãozinho & Xororó e, por fim, Zezé Di Camargo & Luciano.
Cerca de 100 mil pessoas estiveram presentes no Espaço Verde Chico Mendes, em São Caetano do Sul, onde foi gravado o espetáculo. O ingresso podia ser trocado por brinquedos e alimentos não perecíveis para fins beneficentes.
O sucesso da apresentação foi tanto que a Globo chegou a reprisá-la duas vezes no ano seguinte, em março e junho de 1996.

### Segunda edição (1996)
Em 1996, o especial Amigos foi exibido em 25 de dezembro, dia de Natal.
A abertura da atração trouxe os seis cantores dentro de um helicóptero (cinematográfico), falando sobre o show do ano anterior, sendo interrompidos por alguns flashbacks de 1995.
Desta vez, o show foi gravado em Paulínia, em São Paulo. Os seis chegaram ao palco cercados por artistas circenses e arremessaram rosas à plateia. A música escolhida para abrir o show foi "Viola Enluarada".
A edição do especial Amigos em 1996 contou com a presença de outras duplas sertanejas pela primeira vez: João Paulo & Daniel, Chrystian & Ralf e Gian & Giovani dividiram os microfones ao longo do show. A cantora Simone e o locutor de rodeios Asa Branca também participaram.
A atração chegou a ser reprisada uma vez, na faixa Terça Nobre, no ano seguinte.

### Terceira edição (1997)
Em 1997, o especial foi gravado no ginásio Mineirinho, em Belo Horizonte, e exibido em 30 de dezembro.
Entre os artistas convidados para cantar ao lado dos Amigos estavam Fábio Jr., Daniela Mercury, Roberta Miranda e Daniel. O sertanejo havia acabado de perder seu amigo e sua dupla, João Paulo, morto em um acidente de carro em 12 de setembro de 1997.
“Já que nós estamos na festa dos amigos, os amigos verdadeiros, gostaria da licença de vocês pra dedicar uma música ao melhor amigo que eu tive”, disse Daniel antes de cantar a música "Canção da América", de Milton Nascimento. Em determinado momento, o público estendeu um bandeirão com o rosto de João Paulo.
O especial de 1997 marcaria também a última apresentação de Leandro com o grupo exibida na TV.

### A morte de Leandro
"Durante o Amigos, uma coisa que marcou muito [foi que], infelizmente, nós perdemos o Leandro. Depois o Leonardo… Foi difícil trazê-lo pro palco novamente”, contou Chitãozinho em entrevista contida no DVD Amigos.
Após sentir algumas mudanças em sua saúde e realizar diversos exames entre abril e maio de 1998, o cantor Leandro descobriu que sofria de um tipo raro de câncer no pulmão, o tumor de Askin. Leandro chegou a viajar para os Estados Unidos para buscar tratamento e demonstrava otimismo e confiança em sua recuperação.
“Ter Deus no coração é a primeira coisa que o ser humano tem que ter. Em segundo lugar, saber que milhões de pessoas no Brasil tão rezando por mim e essa corrente é muito forte, me fortalece muito”, contou o cantor ao Jornal Nacional durante sua viagem. No Jornal Hoje exibido após a morte de Leandro, o jornalista Edney Silvestre falou sobre o caso: “Uma pessoa de dentro do [Hospital] Johns Hopkins, que não pode se identificar, nos contou que a primeira ideia dos médicos americanos era uma operação para a retirada do tumor e de um pulmão. Leandro não quis. Sem um pulmão, não poderia mais cantar.”
Na sequência, com o crescimento rápido do tumor, precisou passar por uma quimioterapia. Após uma redução no tamanho do tumor, chegou a cantar "Pense em Mim" para fãs que o esperavam na saída do hospital.
Já em seu apartamento, tempos depois, sofreu uma parada cardiorrespiratória. Foi reanimado por médicos no próprio local, mas acabou indo para a UTI do Hospital São Luiz, onde sofreu uma infecção generalizada e foi sedado.
Leandro morreu às 0h10 do dia 23 de junho de 1998. Como causa da morte, um tumor torácico gigante que comprimiu suas estruturas vitais localizadas no tórax, como coração, pulmões e vasos.
Seu irmão, Leonardo, estava fazendo um show em Caldas do Cipó, na Bahia, quando se deu a morte de seu irmão. O local estava lotado por conta da época de São João, com cerca de 4 mil pessoas na plateia. O sertanejo só soube da morte de Leandro por volta das 3 horas da manhã, após o término da apresentação.
Estima-se que cerca de 25 mil pessoas compareceram ao seu velório, realizado na Assembléia Legislativa do Estado de São Paulo, onde uma bandeira do Brasil e um chapéu de cowboy foram colocados sobre seu caixão. O enterro, por sua vez, ocorreu em Goiás.
O corpo do cantor chegou às 20h15 no Ginásio Rio Vermelho, em Goiânia. Parentes mais próximos pediram para ficar alguns minutos em privacidade, porém houve pressão por parte dos fãs, que ameaçaram quebrar as portas do ginásio, fazendo com que o velório logo fosse liberado ao público.

### Quarta e última edição (1998)
Por volta das 21h40 do dia 31 de dezembro de 1998, logo após a novela Torre de Babel e precedendo o Show da Virada, ia ao ar a última edição do especial Amigos.
Imagens dos espetáculos dos anos anteriores eram exibidas enquanto o ator Tony Ramos em off lia um texto sobre o momento.
“31 de dezembro de 1998. Começamos agora a comemorar a chegada do novo ano. É hora de fazer um brinde ao futuro. Junto com nossos amigos, esse brinde é a nossa festa. No olhar de cada um deles, podemos ver um pouco das nossas vidas: os encontros, as dúvidas, as tristezas, a esperança. Quem tem um amigo sabe que, em cada abraço, em cada aperto de mão, está a força para sonhar com um mundo melhor. Fazer amigos é saber dividir. É aceitar cada um do seu jeito e respeitar as suas crenças. Amigos, que no ano novo, os homens possam viver em harmonia, para que a paz esteja cada vez mais perto de nós. A todos vocês um feliz 1999.”
O espetáculo foi gravado no Espaço Verde Chico Mendes, em São Caetano do Sul, mesmo local onde se deu o início da parceria, quatro anos antes.
Cerca de 60 mil pessoas estiveram presentes no local e assistiram ao show, que teve momentos em clima de emoção por conta de Leandro. Em uma das últimas músicas do show, o grupo Fat Family acompanhou os sertanejos cantando "Ave Maria" e "Corpo e Alma", versão de "Bridge Over Troubled Water".

## O programa

### Sinopse
Marcado pela descontração, os amigos contavam causos e cantavam. Além de abrir espaço para cantores e duplas iniciantes, os sertanejos também reencontraram antigos amigos de estrada, como o cantor Tinoco e a dupla Pena Branca & Xavantinho.
Para acompanhar os cantores em Amigos & Amigos, eram convocados artistas ligados ao mundo country, como Lúcia Veríssimo, Roberta Miranda e algumas duplas de repentistas.
Os cantores também recebiam convidados, como os músicos Elba Ramalho, Elymar Santos, Peninha, Sandy & Junior e o humorista Renato Aragão.

### Produção
Foram montados cinco cenários diferentes para a produção de Amigos & Amigos: o Manicômio, onde ficavam os músicos iniciantes e os artistas circenses; a Sala In, onde os amigos recebiam seus convidados; o Bar Vip; a Arena e o palco.

### Curiosidades
Os outros especiais musicais dedicados às duplas sertanejas participantes de Amigos & Amigos foram Chitãozinho e Xororó (1990), Zezé Di Camargo & Luciano Especial (1991), Leandro & Leonardo Especial (1991), Leandro & Leonardo (1992) e Chitãozinho e Xororó – Planeta Azul (1992).

## Repercussão e sucesso
Na época, a Globo brigava ponto a ponto por audiência com o Domingo Legal, comandado por Gugu Liberato no SBT. 
"Se o ibope oscila quando um desses artistas está no Gugu ou no Faustão, então agora estamos feitos", dizia Aloysio Legey, diretor de núcleo. "Será uma grande festa, mas com estrutura mais modesta do que a do especial", explicava o diretor-geral do programa, Paulo Trevisan.